# Luciosoma bleekeri
Luciosoma bleekeri  (xinès 布氏梭大口魚, tailandès ปลาซิวอ้าว) és una espècie de peix cipriniforme de la família dels ciprínids.

## Morfologia
Els mascles poden assolir els 25 cm de longitud total.

## Distribució geogràfica
Es troba a Àsia: rius Chao Phraya, Meklong i Mekong.